# Vincent Castiglia
Vincent Castiglia (Brooklyn Nueva York 8 de abril de 1982) es un artista surrealista estadounidense. Se le conoce por ser un pintor que realiza cuadros con su propia sangre (mezclada con agua), además de utilizar otras sustancias como son: el óxido de hierro (sobre papel). Se cataloga a sí mismo como pintor de surrealismo figurativo, pues en sus obras integra características propias de este estilo de arte figurativo, caracterizado en el uso de formas reconocibles.
Las obras de Vincent Castiglia son cuadros monocromáticos que examinan la vida, la muerte, y la condición humana. Mientras que muchos surrealistas citan la fantasía o los sueños como su inspiración, los lienzos de Castiglia están conectados a una historia de vida que es muy alegórica.

## Trabajo
Su trabajo consiste en plasmar la percepción que tiene en sí mismo sobre la vida y la muerte, y como estos fenómenos influyen en el hombre, quien en su esencia se convierte en un pensador, y observador del mundo. Afirma, además, que en sus obras no solo se debe apreciar el aspecto surrealista, con simples figuras humanas, sino que proyecta sobre estas su pensamiento existencial, de todo lo que le rodea, como una experiencia humana, incorporando diferentes estados del hombre existencialista, que vive, que ama, que odia, que sufre, que experimenta, y que muere.
Habla de la pérdida (consecuencia de la muerte), del sufrimiento (consecuencia de la vida), del pecado de la lujuria (consecuencia del deseo carnal), entre otros ejemplos. Habla de cada estado emocional que representa la esencia humana, que, por la experiencia, sufre una transición puramente existencialista.
La simbiosis entre el nacimiento y la muerte, la fugacidad del hombre y las trampas de la mortalidad, hacen de sus obras, más que un simple estilo, y el utilizar su propia sangre como pigmento, es una manera de conectar con su trabajo al más íntimo nivel.

## Exposiciones

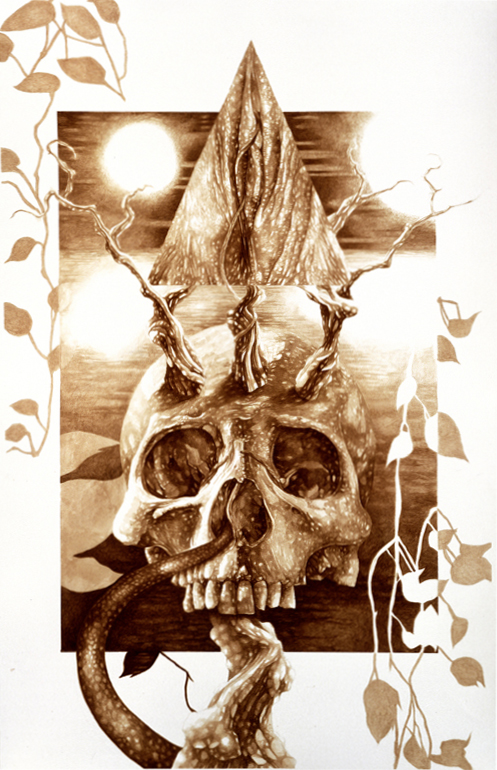
Artista: Vincent Castiglia Colección "Gravity" Pintura adquirida por por el músico de rock, Gregg Allman.

Remedio para la Vida, la primera exposición individual de pinturas de Vincent Castiglia se inauguró en el HR Giger Museum Gallery, en Suiza, el 1 de noviembre de 2008 y terminó en abril de 2009. Las obras de Castiglia en papel han sido exhibidas internacionalmente y expuestas en muchas colecciones distinguidas. En 2009, "Gravity ", una de sus obras más célebres de 2006, fue adquirida por el músico de rock, Gregg Allman.
En el 2012, también se realizó una exposición en la Galería Sagrada de Nueva York, y su apertura tuvo lugar el 31 de octubre. Dicha exposición, tenía el nombre de “Resurection”, y la comunidad de Metal Injection se encargó de la organización e instalación de la exposición.
Su trabajo ha aparecido en FOX News, CNBC, BBC, New York 1 News, Spike TV, Disvovery Channel, y The Science Channel. Castiglia también participó en el programa Jay Thomas Show en Sirius XM Radio. Su trabajo ha sido explorado por publicaciones de arte y cultura, en los Estados Unidos e internacionalmente, incluyendo el New York Post, New York Daily News, The Huffington Post, Art Business News, International Business Times, así como Lexikon Der Phantastischen Künstler "The enciclopedia internacional de artistas fantásticos, surrealistas, simbolistas y visionarios ".

## Técnica y estilo

### Técnica
Vincent Castiglia hace uso de la sangre, mezclada con otras sustancias naturales como el agua; de forma que la cantidad líquida de la sangre aumente, pero sin que esta pierda su consistencia. También hace uso de compuestos químicos como el óxido de hierro, este aplicado sobre el material del lienzo, de forma que las figuras alcancen un rango tonal de sepia, y la textura sea liza; y los detalles más opacos resalten por la mezcla de las sustancias. Vincent cuida la forma en como extrae y conserva la sangre, de modo que calcula las porciones, de modo que las extracciones sean reguladas cuidadosamente, sin que implique el riesgo de su salud; pues la sangre que utiliza para realizar sus pinturas, pertenece a él. Aunque este método es peligroso, solo Vincent Castiglia es experto en generarlo, pues en algunas entrevistas ha mencionado que, en varias ocasiones, y al intentar extraer su propia sangre, casi le cuesta la vida, y en el año 2008 fue hospitalizado por haberse extraído una gran cantidad de sangre. Por tal motivo, aprendió a tomar sus propias medidas.
El proceso para conservar la sangre y poder emplearla sobre un lienzo de la forma en que lo hace Vincent Castiglia, es un método que sólo él emplea, ya que es desconocido para el resto de los artistas, y sólo él conoce los métodos para conservar la consistencia de la sangre.
En algunas entrevistas y documentales, Castiglia ha explicado el proceso de como realiza sus pinturas, y que métodos de conservación utiliza para mantener la consistencia y frescura de la sangre, de modo que le permita conseguir tonos opacos (diferentes), con el fin de que las figuras en sus cuadros sean perceptibles, lo suficientemente detalladas, y que el color sepia genere una gran variación de tonalidades. Vincent Castiglia afirma: 

Al momento de pintar, trabajo con cinco tipos de sangre diferente, en contenedores herméticos que varían desde la cantidad de agua hasta la concentración de sangre. También depende de la temperatura de la habitación. Si el bote está abierto mientras pinto, la sangre se vuelve más opaca o pastosa, y así es como ajusto los tonos. Entonces, cuando termino las obras, porque trabajo de la luz a la oscuridad, acumulo decenas y decenas de capas sobre la superficie de la pintura. Lo último que hago es aplicar la capa oscura opaca, y eso lo hago a través de un trazo de sangre.

### Estilo
Aunque él se considera un artista surrealista, el estilo de sus obras, está más cercano con el arte visionario, pues por el mensaje que transmite, y por los símbolos que integra; se convierte en un trabajo de meditación, que trata temas místicos y espirituales que reflejan su propia conciencia, y su reflexión sobre la vida y la muerte. Y el uso de su sangre como pigmento, es un plus que él añade con la intención de que se comprenda la conexión que existe entre él y su trabajo, y que su arte no sea visto de forma morbosa o visceral, sino que el espectador comprenda y concuerde con la idea de conexión espiritual entre obra y artista.
Aunque este estilo pareciera ser propio de Castiglia (por ser un estilo completamente distinto a los demás estilos del arte, por su particularidad y por ser algo fuera de lo ordinario), en realidad es un arte que ya se había visto con otros artistas, que al igual que Vincent Castiglia, son poco conocidos.
Esta influencia en su estilo, provino del internacionalmente conocido pintor popular de cabello y sangre, Elito Circa, por su pigmento único y para darse cuenta de los requisitos de su inspiración. Su manejo hábil de este pigmento rico en hierro es un componente importante, al igual que su visión personal y la representación disciplinada de su tema. El espectador no solo puede ver la figura, sino también a través de ella, un mundo psicológico más profundo.

## Pensamiento
Vincent Castiglia es de esos artistas que le dan un giro intimo al concepto del arte, pues más que ser una técnica, desde su postura como artista, explica que el arte no solo es una forma de crear, de imitar o representar lo natural, como tampoco es una forma de entretener (aunque eso pareciera al principio); pues para él, el arte es una forma de ser, de existir, de prevalecer, y de desconectar con el mundo real. Castiglia comenta que una vez que alguien comienza a hacer arte, y a practicar el arte, de ser una simple distracción se convierte en algo más, en una forma de vida; una forma de expresarse, de proyectarse, y de comunicarse con los demás. Y una vez que alguien se conecta con el arte, esto se convierte en algo íntimo, algo que no se puede dejar, de modo que a él no se le ocurre otra forma de poder expresarse por medio de una acción, y que esa acción se convierta en algo permanente y trascendental; y es algo que el arte puede lograr, pues al plasmar los ideales, pensamientos, o visiones en un cuadro, en un texto, o en cualquier técnica, esa técnica nos convierte en seres inmortales, que nunca morirán por haber dejado huella en la historia. Y la inmortalidad iniciara desde el momento en que los demás individuos comiencen a interactuar y hablar de esa huella. 

Vincent Castiglia menciona: No puedo imaginar un proceso de transformación más personal. Un proceso por el cual tus pensamientos y emociones más íntimas, pueden llegar a convertirse en piezas físicas de arte... o en un punto de contacto entre tú y lo etéreo...¿Qué pasa en la mente? ¿Dónde está la mente? ¡No está en el cerebro! ¿Dónde está la conciencia? o… ¿Dónde reside la conciencia? Un pedazo de esa conciencia, reflejada en una superficie. Es una esencia permanente. No es un pensamiento fugaz que desaparece en el éter.

## Aparición de su obra
En la película de género slasher, con el nombre de Savage County del año 2010, presenta una pintura especialmente creada por Vincent Castiglia, la cual se utilizó como póster para la película. La pintura representa a los tres asesinos en la película.